# Parco nazionale e riserva di Glacier Bay

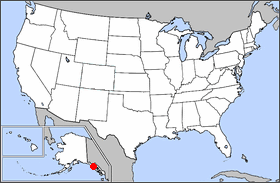
Posizione del Parco di Glacier Bay all'interno degli Stati Uniti

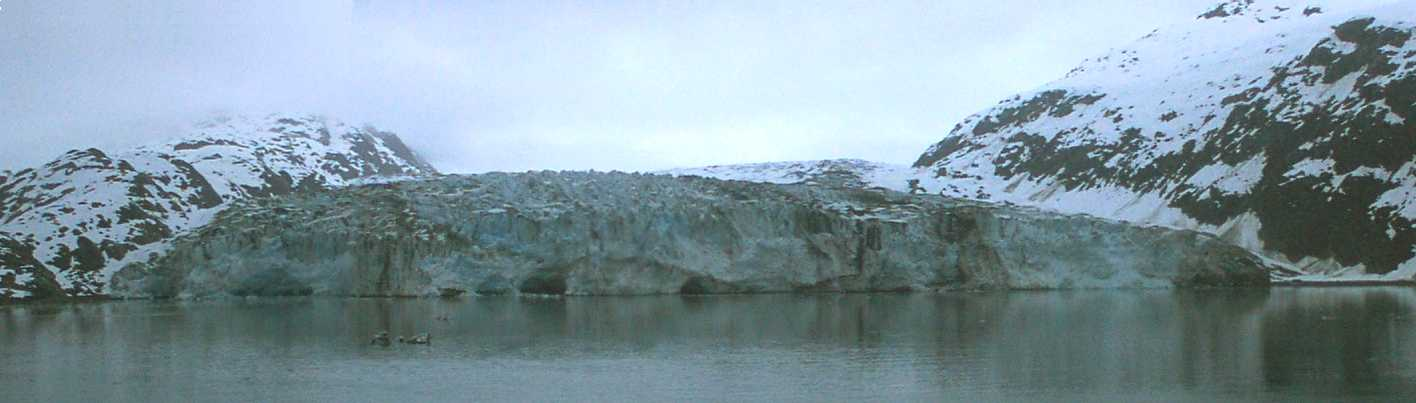
Lamplugh Glacier, nella parte occidentale del Glacier Bay National Park

Glacier Bay National Park and Preserve è un parco nazionale degli Stati Uniti che si trova nell'Alaska meridionale, vicino a Juneau.
Il 25 febbraio 1925 l'area di Glacier Bay venne proclamata Monumento nazionale; nel 1980, con l'istituzione del parco nazionale, il nome divenne quello attuale. L'area del parco, che si estende su una superficie di oltre 13.000 chilometri quadrati, è una riserva della biosfera dal 1986.
Non esistono strade che portino al parco: per raggiungerlo si possono utilizzare traghetti o piccoli aerei che partono dal piccolo villaggio di Gustavus. Nonostante la mancanza di strade, 380.000 persone visitano il parco ogni anno.
I ghiacciai che scendono nella baia dalle cime innevate delle montagne circostanti formano uno dei più spettacolari paesaggi di ghiaccio e iceberg del mondo. Il più famoso ghiacciaio di Glacier Bay è probabilmente il Muir Glacier, largo 3 chilometri e spesso 80 metri.

## Storia

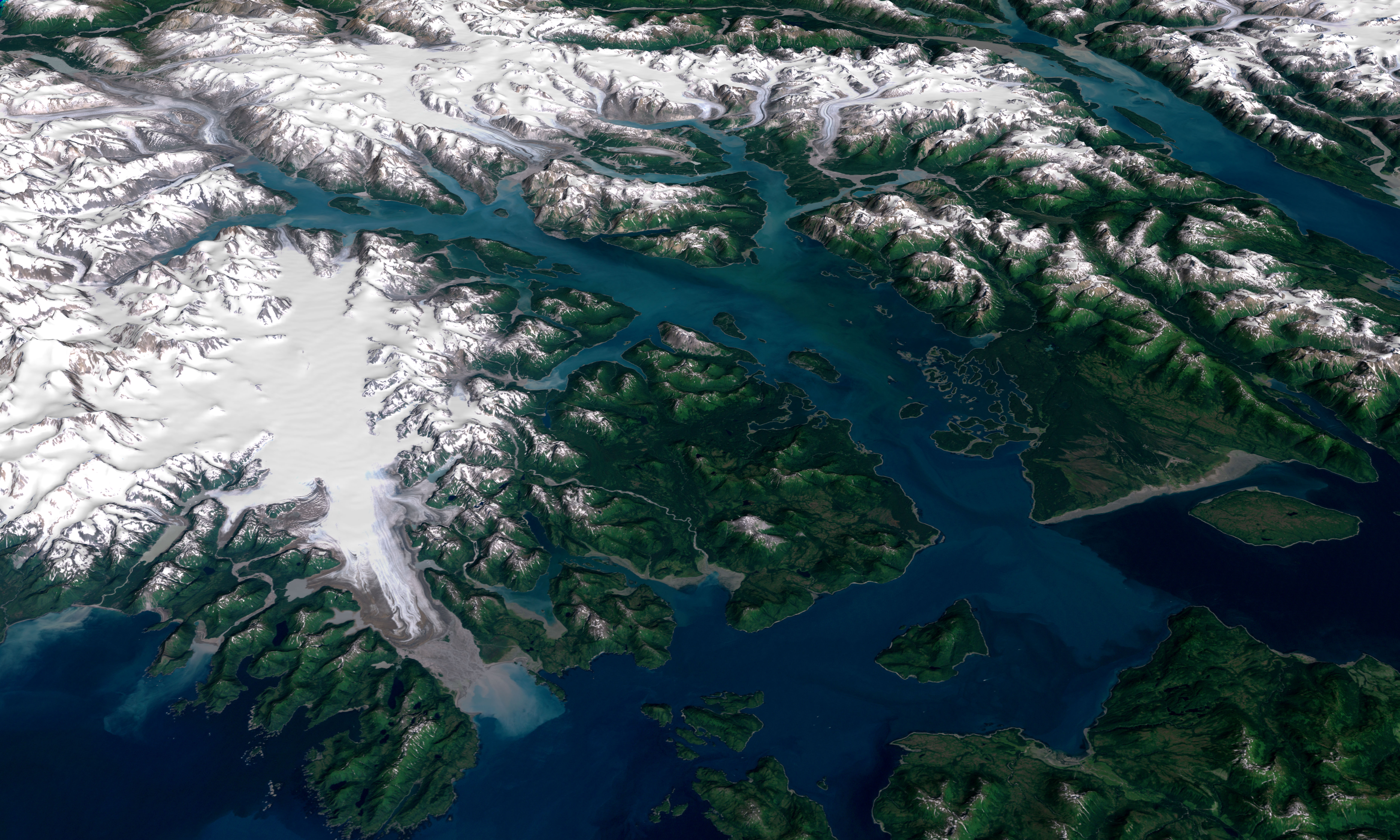
Visualizzazione di Glacier Bay, basata su immagini del Landsat7 e su dati altimetrici dell'USGS

Nel 1794 l'esploratore George Vancouver scoprì l'Icy Strait, nella parte terminale sud di Glacier Bay, completamente ghiacciata. La stessa baia era quasi interamente ricoperta di ghiaccio.
Nel 1879 il naturalista scozzese John Muir trovò che i ghiacci si erano praticamente ritirati dalla baia. Nel 1916 il Grand Pacific Glacier era all'imboccatura del Tarr Inlet, a circa 100 chilometri di distanza dalla Glacier Bay. Si tratta del più veloce ritiro dei ghiacci che sia stato documentato. Da queste osservazioni gli scienziati sperano di ricavare informazioni sull'interconnessione fra cambiamenti climatici e scioglimento dei ghiacciai.
La fauna dell'area del parco comprende orsi, cervi, balene, capre, lupi e uccelli marini.

## Patrimonio dell'umanità
Il sistema di parchi transfrontalieri che comprende i parchi nazionali Kluane, Wrangell-St. Elias e Glacier Bay e il parco provinciale Tatshenshini-Alsek è stato dichiarato nel 1979 Patrimonio dell'umanità dell'UNESCO, sia per i paesaggi altamente spettacolari che per preservare gli importantissimi habitat del grizzly, del caribou e della pecora di Dall.